# Wendel Bezerra
Wendel Luis Bezerra da Silva (San Paolo, 18 giugno 1974) è un attore, doppiatore e direttore del doppiaggio brasiliano.
Il fratello Ulisses e la sorella Ursula sono anch'essi doppiatori.

## Biografia

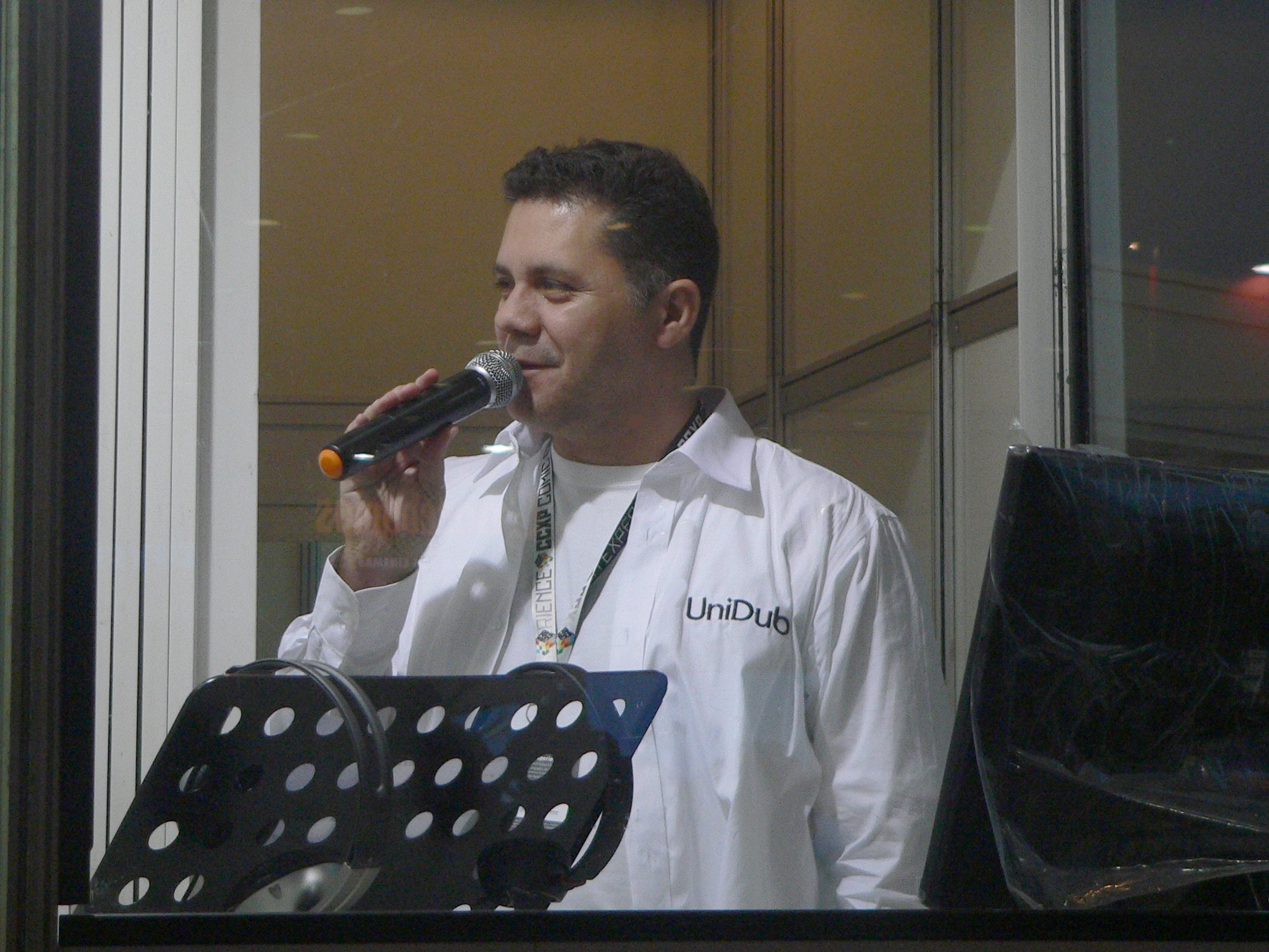
Wendel Bezerra negli studi della UniDub

Bambino prodigio dello spettacolo brasiliano, ha debuttato in teatro a soli quattro anni in una pièce di Bibi Ferreira e intrapreso il doppiaggio all'età di otto prestando la sua voce a svariati personaggi dei cartoni animati. 
Negli anni 80, oltre ad aver lavorato come attore protagonista in un film dando volto a Gesù fanciullo, è stato uno dei più popolari minidivi di telenovelas: lo si ricorda soprattutto nel ruolo di Nino in Figli miei, vita mia. Da adulto è diventato doppiatore ufficiale in Brasile di importanti attori hollywoodiani come Edward Norton, Robert Pattinson, Brendan Fraser, Ryan Phillippe, Jackie Chan e Leonardo Di Caprio (al quale però non ha prestato la voce in Titanic). Ha fondato a San Paolo una scuola di doppiaggio, la UniDub, che dirige tuttora. 
Nel 2009 ha vinto il Premio Yamato per il suo doppiaggio di Bob Esponja, protagonista della serie d'animazione SpongeBob.  
Wendel Bezerra è uno dei dieci attori al mondo che hanno vestito i panni di Ronald McDonald in spot televisivi e ad eventi pubblici. 
Nel 2019 la UniDub ha curato il doppiaggio del videogioco Mortal Kombat 11. 
Bezerra è stato uno dei volti della serie educativa Un mondo di misteri, trasmessa nel 2020 su Netflix (il suo personaggio era quello di Raul Gordon).

## Vita privata
Si è sposato due volte e ha tre figli, Enzo, Melissa ed Eric.

## Filmografia parziale

### Televisione
- Destino, telenovela (1982)
- Braço de Ferro , telenovela (1983)
- Figli miei, vita mia, telenovela (1984)
- Chapadão do Bugre, miniserie (1988)
- Un mondo di misteri, serie educativa (2020)

### Cinema
- O Menino Arco-Íris (1983)

## Doppiaggio (lista parziale)
- Sanji in One Piece